# Modigliana
Modigliana is een gemeente in de Italiaanse provincie Forlì-Cesena (regio Emilia-Romagna) en telt 4479 inwoners (31-10-2017). De oppervlakte bedraagt 101,2 km², de bevolkingsdichtheid is 44 inwoners per km².

## Demografie
Modigliana telt ongeveer 2035 huishoudens. Het aantal inwoners daalde in de periode 1991-2001 met 1,9% volgens cijfers uit de tienjaarlijkse volkstellingen van ISTAT.
| Jaar | Inwoneraantal |
| ---- | ------------- |
| 1991 | 4836          |
| 2001 | 4744          |
| 2017 | 4479          |

## Geografie
De gemeente ligt op ongeveer 185 m boven zeeniveau.
Modigliana grenst aan de volgende gemeenten: Brisighella (RA), Castrocaro Terme e Terra del Sole, Dovadola, Marradi (FI), Rocca San Casciano, Tredozio.

## Geboren in Modigliana
- Silvestro Lega (1826-1895), kunstschilder

Bagno di Romagna · Bertinoro · Borghi · Castrocaro Terme e Terra del Sole · Cesena · Cesenatico · Civitella di Romagna · Dovadola · Forlimpopoli · Forlì · Galeata · Gambettola · Gatteo · Longiano · Meldola · Mercato Saraceno · Modigliana · Montiano · Portico e San Benedetto · Predappio · Premilcuore · Rocca San Casciano · Roncofreddo · San Mauro Pascoli · Santa Sofia · Sarsina · Savignano sul Rubicone · Sogliano al Rubicone · Tredozio · Verghereto
- Bibliothèque nationale de France: cb121612746 (data)
- Gemeinsame Normdatei: 4238533-7
- Library of Congress Control Number: n88116295
- Nationale Bibliotheek van Israël: 987007567208805171
- Virtual International Authority File: 168302007

1. ↑  https://demo.istat.it/?l=it.